# 피지 항공
피지 항공(영어: Fiji Airways)(이전에는 에어 퍼시픽으로 알려짐)은 피지의 플래그 캐리어 항공사이며 피지의 허브에서 호주, 뉴질랜드, 사모아, 통가, 투발루, 키리바시, 바누아투, 솔로몬 제도(오세아니아), 홍콩, 일본, 싱가포르, 캐나다 및 미국을 포함한 13개 국가와 26개 도시로 국제 서비스를 운영한다. 코드셰어 파트너를 통해 108개의 국제 목적지로 구성된 확장된 네트워크를 보유하고 있다. 피지 항공 그룹은 피지로 비행하는 모든 방문객의 64%를 고용하고, 1000명 이상의 직원을 고용하고, 8억 2,500만 달러(3억 9천만 달러) 이상의 수익을 올린다.

## 역사
1951년 오스트레일리아 출신의 조종사 헤럴드 게티가 에어 퍼시픽(영어: Air Pacific Limited)으로 설립했다. 당시 소형 항공기를 사용하여 난디 국제공항을 거점으로 바누아레부섬, 타베우니섬 사이의 정기 편을 시작했다. 1958년에 콴타스 항공과 합병했다. 1960년부터 에어 뉴질랜드, 영국항공, 영국해외항공, 피지, 통가 정부 등이 주주가 되었지만 1978년까지 피지 정부가 최대 주주가 되었다. 1971년 현재의 사명으로 변경 했으며 1983년 미국 노선에 첫 취항했다. 2001년을 제외하고 1995년부터 2004년까지 흑자를 냈으며 같은 해 50만 명의 승객이 이용했다. 2007년 국내 항공사인 선에어를 인수 후 사명을 퍼시픽선으로 변경했다. 한편 일본 노선도 취항을 했지만 큰 성과를 거두지 못하면서 2008년에 취항을 중단했다. 2013년에 보잉 747-400 기종을 대체하기 위해 에어버스 A330-200 기종을 도입한데 이어 현재의 사명으로 변경했다.

## 운항 노선
- 피지 항공은 26개의 노선을 운항하고 있다.

### 코드쉐어 협정
- 피지 항공은 다음과 같은 항공사와 코드쉐어 협정을 맺고 있다.

| - 사모아 항공 - 싱가포르 항공 (스타 얼라이언스) - 에어 뉴질랜드 (스타 얼라이언스) - 에어 바누아투 - 아메리칸 항공 (원월드) - 알래스카 항공 (원월드) - 영국항공 (원월드) - 일본항공 (원월드) - 캐세이퍼시픽 항공 (원월드) - 콴타스 항공 (원월드) - 핀에어 (원월드) | - 홍콩 항공 |

## 보유 기종

### 현재 사용하는 기종
- 2023년 6월을 기준으로 피지 항공은 다음의 항공기를 보유하고 있다.[5][6]

## 사진

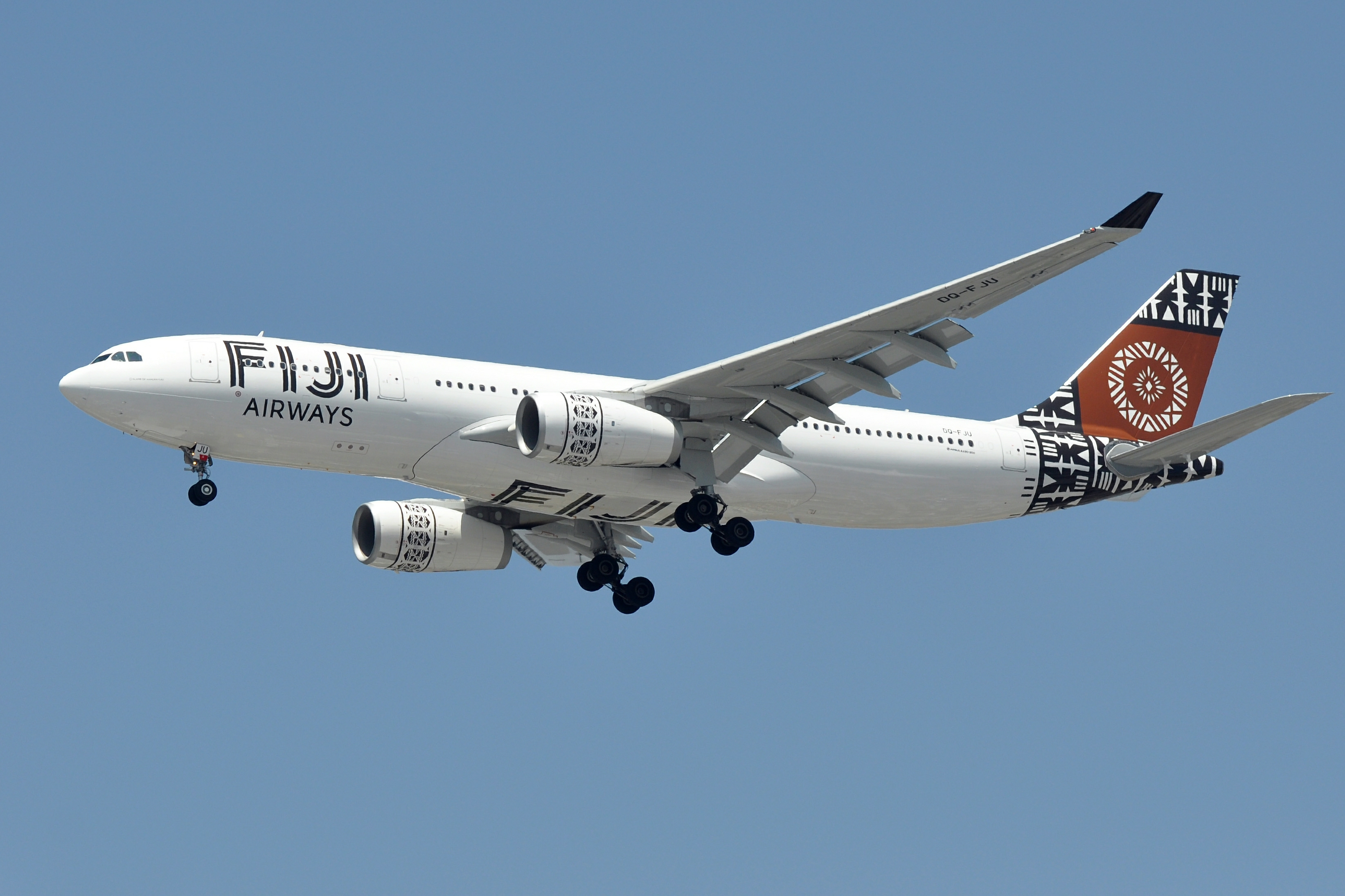
피지 항공의 에어버스 A330-200
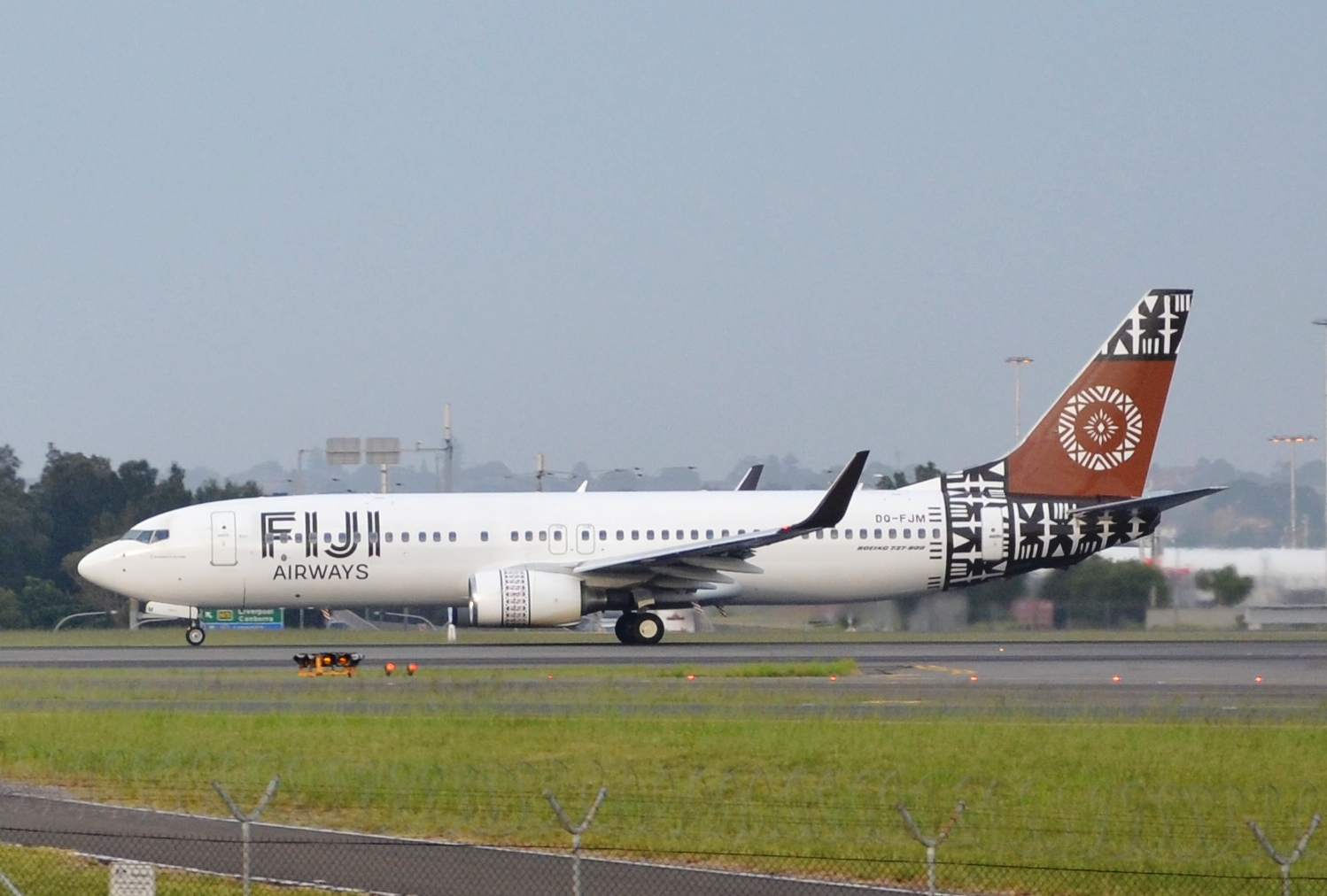
피지항공의 보잉 737-800